# Anzelm Załęski
Aznelm Załęski (ur. 1800, zm. 1879) – ksiądz katolicki, benedyktyn.
Po ukończeniu szkół w Pułtusku wstąpił do zakonu, gdzie oddawał się studiom filologicznym. W zakonie pełnił funkcje nauczycielskie, od 1846 był nauczycielem religii w Instytucie Gospodarstwa Wiejskiego na Marymoncie. Poza wieloma artykułami naukowymi ogłosił dzieła Chrestomatia grecka i słownik grecko-łacińsko-polski (Warszawa 1821), Przekład pieśni Sarbiewskiego i inne poezje (Warszawa 1831), S. Chryzostoma Jana pisma zawierające nauki dla ludu antyjocheńskiego (3 t., przekład z greki; Warszawa 1854-1858).